# Niki Nowotny
Niki Nowotny (bürgerlich Nikolai A. Behr, * 30. September 1967 in München) ist ein deutscher Hörspielsprecher und ehemaliger Kinderdarsteller. Bekannt wurde er für seine Sprecherrolle der Figur Karl Vierstein in der Hörspiel-Serie TKKG.

## Leben
Nowotny hat von 1990 bis 1993 an der Ludwig-Maximilians-Universität München Politikwissenschaften studiert (Abschluss als Dipl. sc. pol. Univ.). Von 1998 bis 2001 promovierte er an der Freien Universität Berlin und erlangte einen Abschluss als Dr. rer. pol. in Umweltpolitik; seine Dissertation trägt den Titel Die Entwicklung des Rheinschutz-Regimes unter besonderer Berücksichtigung des Sandoz-Unfalls vom 1. November 1986. An der Technischen Universität München, der Columbia University New York und der University of Southern California (USC) Los Angeles machte er ein postgraduales Studium mit dem Abschluss als MBA. Ebenfalls an der Technischen Universität München besuchte er das Zertifikatsprogramm „Certified Private Equity Analyst – CPEA“.
Seine Mutter, Chris Nowotny, war eine angesehene und erfolgreiche Fotografin, die vor allem durch ihre Schwarzweißporträts von Schauspielern bekannt wurde.

### Fernsehproduktion
Nowotny war seit 1990 als Fernseh-Journalist zunächst für verschiedene Fernsehsender (unter anderem für den Bayerischen Rundfunk und die ARD) tätig, später auch als Marketing-Manager. Von 2001 bis 2007 war er „Leiter internationales Corporate TV“ bei der BMW Group.
Seit 2003 ist er Vorsitzender des Vereins CTVA Corporate TV Association e.V.
2007 gründete er seine eigene Produktionsfirma „brain script“, die Corporate- und Werbefilme produziert. Darüber hinaus bietet er Kommunikationstrainings an.

### Hörspiele und Schauspiel
Nowotny sprach von 1981 bis 2016 die Rolle des Karl Vierstein in 194 Folgen der erfolgreichen Serie TKKG des Hörspielverlags Europa. 2015 sprach er die Rolle auch in der achten Folge der Ferienbande, einer Parodie auf bekannte Jugendhörspielserien.
Aufgrund einer Honorarklage verlängerte Nowotny 2016 seine Verträge nicht, worauf ihn das Label letztendlich durch Tobias Diakow ersetzte. Aufgrund des Rechtsstreites mussten die Folgen 195 bis 197 aus dem Handel genommen werden, da er für diese Folgen keine Verträge unterschrieben hatte. Die Folgen wurden noch im selben Jahr neu veröffentlicht. In dieser Neuauflage ist Nowotny nicht mehr zu hören. Seine Texte wurden von Diakow komplett neu eingesprochen.
Als Kind trat er in verschiedenen Folgen der Kinderserie Kli-Kla-Klawitterbus auf. Später spielte er neben Mel Ferrer und Pola Kinski die Rolle des Daniel in Wolfgang Staudtes letztem Kinofilm Zwischengleis. Als Synchronsprecher arbeitete er unter anderem für Die Peanuts und Die kleinen Strolche. Später folgten kleinere Rollen in Dominik Grafs Fernseh- und Kinofilm Treffer und in mehreren Folgen der Fernsehserie Aktenzeichen XY … ungelöst.

## Filmografie (Auswahl)
- 1969: Aktenzeichen XY … ungelöst (Fernsehsendung, 1 Folgen)
- 1977: Tatort: Das Mädchen am Klavier
- 1978: Zwischengleis
- 1980: Die Jahre vergehen
- 1984: Treffer
- 1988: L’Heure Simenon (1 Folge)
- 1992: Aktenzeichen XY … ungelöst (Fernsehsendung, 2 Folgen)

## Hörspiele
- 1981–2016: TKKG (Folge 1–194) als Karl Vierstein
- 1983: Die Funk-Füchse (Folge 12) Peter
- 1988: Die drei ??? (Folge 44) als Footsie
- 1996: Geheimhund Bello Bond (Folge 1–2) als Mann
- 1997: TKKG (Folge 105) 1. als Karl Vierstein, 2. als Justizbeamter im Ruhestand
- 2013: Fünf Freunde (Folge 100) als Polizist